# أدريان فيسنتي
أدريان فيسنتي (بالإسبانية: Adrián Vicente Yunta) هو لاعب تايكوندو إسباني، ولد في 11 يونيو 1999.

## وصلات خارجية
- أدريان فيسنتي على موقع TaekwondoData.com (الإنجليزية)
- أدريان فيسنتي على موقع اللجنة الأولمبية الدولية (الإنجليزية)
- أدريان فيسنتي على موقع أوليمبيديا (الإنجليزية)
- أدريان فيسنتي على موقع اللجنة الأولمبية الإسبانية (الإسبانية)